# Marco Bocchino
Marco Bocchino (ur. 14 lipca 1974 w Savonie) – włoski piosenkarz, kompozytor i autor tekstów.

## Kariera muzyczna
Gdy miał 19 lat, założył zespół muzyczny Empirica, jednak zawiesił jego działalność w związku z rozpoczęciem służby wojskowej. Podczas nauki w szkole muzycznej został dostrzeżony przez Ennio Melisa, przez dyrektora wytwórni Sony Music, który zaproponował mu występ w eliminacjach do Festiwalu Piosenki Włoskiej w San Remo, jednak do współpracy nie doszło.
Po przeprowadzce do Polski w 1997 należał do zespołów 0700 i Sporting. Od 2003 proponuje swoją twórczość, a na koncertach wykonuje także repertuar innych włoskich artystów. Występował w programie typu talk-show Europa da się lubić w TVP2 oraz w programach telewizyjnych: Rozmowy w toku, Okno na Polskę, Jaka to melodia?, Kocham cię, Polsko! i Bar, podczas którego nagrał teledysk do piosenki „Nel tuo cassetto”.

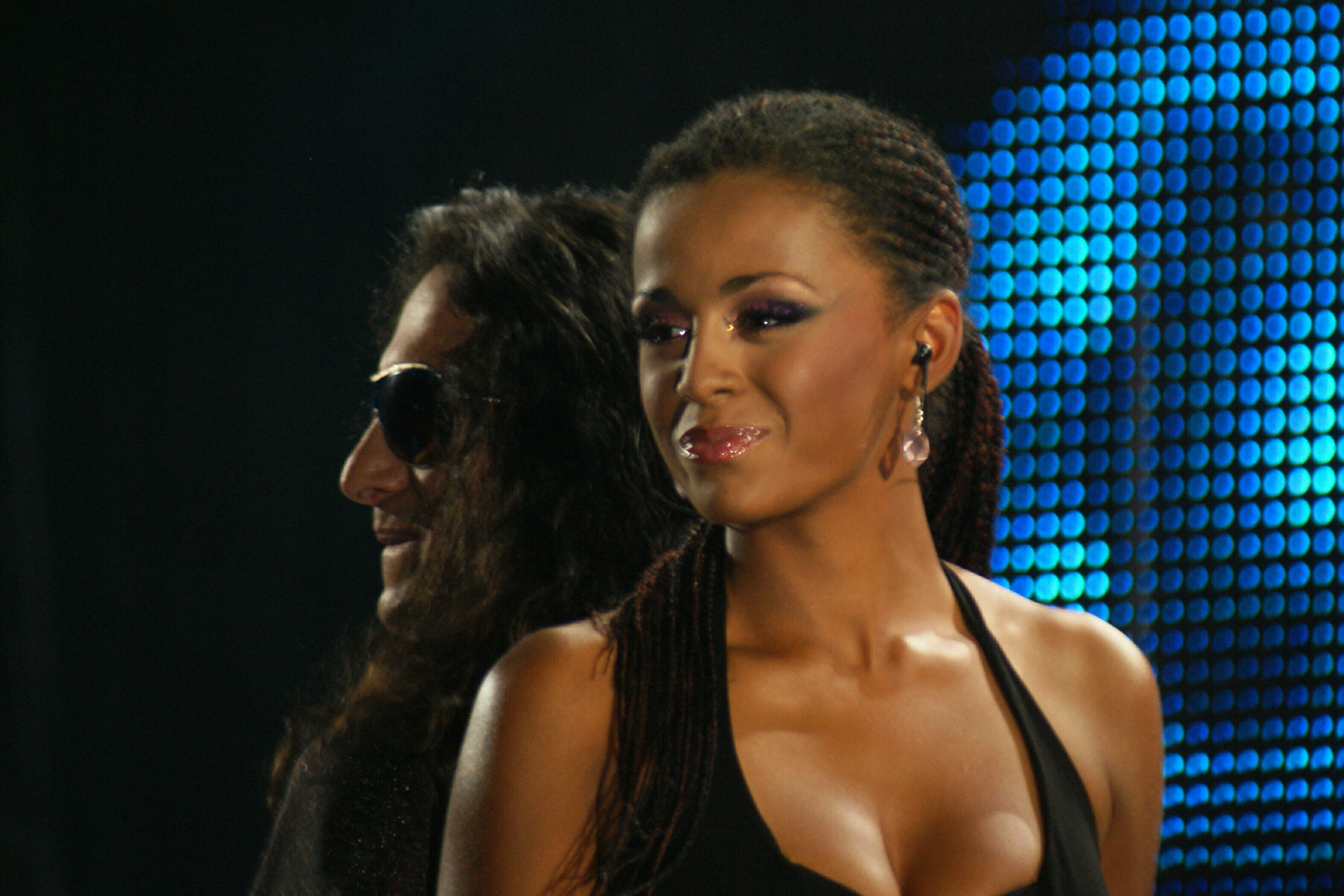
Bocchino i Aleksandra Szwed (2009)

W 2009 z utworem „All My Life” (nagranym w duecie z Aleksandrą Szwed) zajął drugie miejsce w finale programu Piosenka dla Europy 2009. W 2010 nawiązał współpracę z producentem Robertem M przy projekcie italo disco, na którego potrzeby nagrali cover utworu Savage’a „Only You”.
W 2017 nakładem wytwórni Sony Music wydał album pt. Ciao Siciliano. W 2020 wystąpił na festiwalu Lato Muzyka Zabawa – Wakacyjna Trasa Dwójki oraz na pierwszym w Polsce koncercie samochodowym w Nowym Targu i w Świnoujściu. W 2023 wystąpił w koncercie Sylwester z Dwójką w Zakopanem.

## Życie prywatne
Urodził się w Savonie, jest synem Anny i Mario Bocchino, którzy pochodzą z południowych Włoch. Ma brata Antonello. Z uwagi na pracę ojca w 1982 wyjechał do Massy w Toskanii. Uprawiał różne dyscypliny sportowe: judo, siatkówkę i wyścigi motocyklowe.
Od 1997 mieszka w Polsce. Po dwóch latach pobytu w Toruniu zamieszkał w Warszawie. W 2018 został obywatelem Polski.
Był związany z Katarzyną Szafron, modelką i uczestniczką reality shows: Big Brothera i Baru.

## Dyskografia

### Albumy
| Rok  | Tytuł            | Wydawca          | Ilość utworów |
| ---- | ---------------- | ---------------- | ------------- |
| 2020 | Polski Włoch     | Balanga Italiana | 14+3          |
| 2017 | Ciao Siciliano   | Sony Music       | 17            |
| 2004 | Balanga Italiana | Balanga Italiana | 10            |

### Albumy (gościnnie)
| Rok  | Tytuł                          | Wydawca      | Utwory                                           |
| ---- | ------------------------------ | ------------ | ------------------------------------------------ |
| 2021 | I love Disco Italy             | Sony Music   | - Se te ne vai - Io ti voglio tanto bene         |
| 2017 | Muzyczne wibracje: Włoski styl | Sony Music   | - Ciao Siciliano                                 |
| 2016 | Domówka z Markiem Sierockim    | Sony Music   | - Io ti voglio tanto bene - Gelato al cioccolato |
| 2016 | I love Italia Vol.2            | Sony Music   | - Io ti voglio tanto bene                        |
| 2016 | I love italian ballads Vol.2   | Sony Music   | - Ragazzina                                      |
| 2008 | Talent                         | Camey Studio | - Dawałaś mi                                     |

### Single
| Rok  | Tytuł                                      | Muzyka                      | Słowa                                       | Płyta                            |
| ---- | ------------------------------------------ | --------------------------- | ------------------------------------------- | -------------------------------- |
| 2024 | Bellissima                                 | M. Bocchino                 | M. Bocchino                                 | –                                |
| 2023 | Lasciati amare                             | M. Bocchino                 | M. Bocchino                                 | –                                |
| 2020 | Amare te (Niecierpliwi italian remix)      | Robert Chojnacki            | M. Bocchino                                 | –                                |
| 2019 | Nie chcę więcej łez                        | M. Bocchino                 | M. Bocchino                                 | –                                |
| 2019 | Sukienka - Marcin Musiał feat. M. Bocchino | Marcin Musiał, Rafał Welenc | Marcin Musiał, M. Bocchino, Piotr Ertmański | –                                |
| 2016 | Io ti voglio tanto bene                    | Roberto Soffici             | Luigi Albertelli                            | Ciao Siciliano                   |
| 2013 | Piangi amore mio                           | M.Bocchino                  | M.Bocchino                                  | –                                |
| 2012 | Sei tu                                     | M.Bocchino                  | M.Bocchino                                  | –                                |
| 2011 | Voglia di te (feat. Tony Jr B.I.G.)        | M. Bocchino                 | M. Bocchino, Tony Jr B.I.G.                 | –                                |
| 2010 | Only You - feat. Who Is Who (Robert M)     | Roberto Zanetti             | Roberto Zanetti                             | –                                |
| 2009 | Dawałaś mi – Teka feat. M. Bocchino        | Teka, Maciej Sierakowski    | Teka, M. Bocchino                           | Talent                           |
| 2009 | All my life – feat. Aleksandra Szwed       | M.Bocchino                  | M.Bocchino                                  | All my life (audio + video)      |
| 2008 | Su quel giornale                           | M.Bocchino                  | M.Bocchino                                  | Su quel giornale (audio + video) |
| 2002 | Ancora un'ora                              | M.Bocchino                  | M.Bocchino                                  | Ancora un'ora                    |
| 2002 | Quello che non hai detto mai               | M.Bocchino                  | M.Bocchino                                  | Ancora un'ora                    |
| 2002 | Nel tuo cassetto                           | M.Bocchino                  | M.Bocchino                                  | Ancora un'ora                    |

## Teledyski
| Rok  | Tytuł                                         |
| ---- | --------------------------------------------- |
| 2023 | Lasciati amare                                |
| 2020 | Amare te (Niecierpliwi italian remix)         |
| 2019 | Nie chcę więcej łez                           |
| 2019 | Sukienka (Marcin Musiał feat. Marco Bocchino) |
| 2016 | Io ti voglio tanto bene                       |
| 2013 | Piangi amore mio                              |
| 2009 | Dawałaś mi (Teka ft. M. Bocchino)             |
| 2009 | All my life                                   |
| 2008 | Su quel giornale                              |
| 2005 | Nel tuo cassetto                              |